# Isodictya bentarti
Isodictya bentarti är en svampdjursart som beskrevs av Rios, Cristobo och Victoriano Urgorri 2004. Isodictya bentarti ingår i släktet Isodictya och familjen Isodictyidae. Inga underarter finns listade i Catalogue of Life.